# Cetoniinae

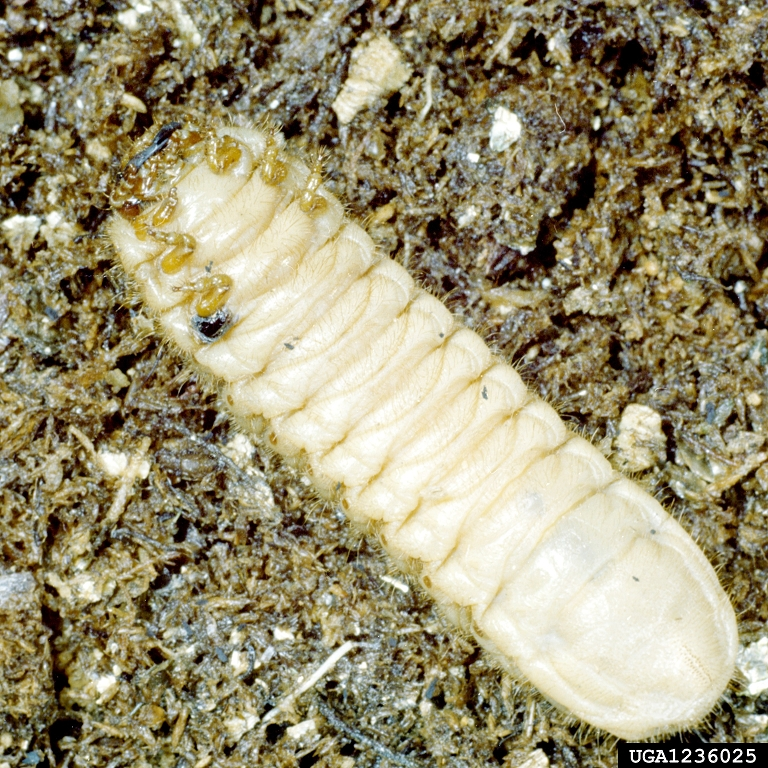
Cotinis nitida, larva

Los cetoninos (Cetoniinae) o escarabajos de las flores son una subfamilia de escarabajos de la familia Scarabaeidae. Los adultos de muchas especies son diurnos y visitan flores, alimentándose de polen y néctar o de los pétalos. Algunos comen frutas. Hay alrededor de 4000 especies más  aun no descritas.

## Generalidades
Se distinguen de otros escarabajos por la combinación de los siguientes caracteres: la forma de la pleura, con el borde lateral de los élitros sinuoso, la inserción de la antena es visible desde arriba. Hay doce tribus: Cetoniini, Cremastocheilini, Diplognathini, Goliathini, Gymnetini, Phaedimini, Schizorhinini, Stenotarsiini, Taenioderini, Trichiini, Valgini, y Xiphoscelidini. Los de la tribu Goliathini son los más grandes. La tribu Gymnetini es la más numerosa.

## Biología
Las larvas de la mayoría se alimentan de material orgánico en el suelo o madera semipodrida de árboles muertos. Algunas están asociadas con hormigas y los adultos también se suelen encontrar en los nidos de hormigas.
Muchos miembros de la tribu Cremastocheilini son depredadores, alimentándose de larvas de Hymenoptera y de ninfas de Auchenorrhyncha. Los Spilophorus spp. han sido observados alimentándose de los materiales del nido y los excrementos de algunas aves canoras de Sudáfrica, mientras Spilophorus maculatus come las ninfas de Oxyrhachis y Hoplostomus fuligineus se alimenta de larvas y pupas de abejas melíferas en Sudáfrica y de pupas de la avispa Belonogaster petiolata. Campsiura javanica come las larvas de Ropalidia montana en el sur de la India. Cremastocheilus stathamae se alimenta de hormigas del género Myrmecocystus (hormigas melíferas).

## Sistemática y taxonomía
Tribus y subtribus de la subfamilia Cetoniinae y algunos de los géneros más destacados:

### TribuCetoniini
Subtribu Cetoniina
- Aethiessa Burmeister, 1842
- Anatona Burmeister, 1842
- Anelaphinis Kolbe, 1912
- Aphelinis Antoine, 1987
- Atrichelaphinis Kraatz, 1898
- Atrichiana Distant, 1911
- Badizoblax Thomson, 1877
- Callophylla Moser, 1916
- Centrantyx Fairmaire, 1884
- Cetonia Fabricius, 1775
- Chiloloba Burmeister, 1842
- Cosmesthes Kraatz, 1880
- Cosmiophaena Kraatz, 1899
- Dischista Burmeister, 1842
- Dolichostethus Kolbe, 1912
- Elaphinis Burmeister, 1842
- Enoplotarsus Lucas, 1859
- Erlangeria Preiss, 1902
- Euglypta Mohnike, 1873
- Gametis Burmeister, 1842
- Gametoides Antoine, 2006
- Glycosia Schoch, 1896
- Glycyphana Burmeister, 1842
- Gymnophana Arrow, 1910
- Hemiprotaetia Mikšič, 1963
- Heteralleucosma Antoine, 1989
- Heterocnemis Albers, 1852
- Heterotephraea Antoine, 2002
- Latescutella Ruter, 1972
- Lawangia Schenkling, 1921
- Lorkovitschia Mikšič, 1968
- Marmylida Thomson, 1880
- Micrelaphinis Schoch, 1896
- Miksicus Özdikmen & Turgat, 2009 (sinónimo Urbania Mikšič, 1963)
- Mireia Ruter, 1953
- Niphobleta Kraatz, 1880
- Pachnoda Burmeister, 1842
- Paleopragma Thomson, 1880
- Paralleucosma Antoine, 1989
- Paranelaphinis Antoine, 1988
- Paraprotaetia Moser, 1907
- Pararhabdotis Kraatz, 1899
- Parastraella Antoine, 2006
- Parelaphinis Holm & Marais, 1989
- Phaneresthes Kraatz, 1894
- Phonotaenia Kraatz, 1880
- Phoxomeloides Schoch, 1898
- Podopholis Moser, 1915
- Podopogonus Moser, 1917
- Polybaphes Kirby, 1827
- Polystalactica Kraatz, 1882
- Protaetia Burmeister, 1842
  - Liocola Thomson, 1859
  - Potosia Mulsant & Rey, 1871
- Protaetiomorpha Mikšič, 1968
- Psacadoptera Kraatz, 1882
- Pseudoprotaetia Kraatz, 1882
- Pseudotephraea Kraatz, 1882
- Pseudourbania Mikšič, 1965
- Reineria Mikšič, 1968
- Rhabdotis Burmeister, 1842
- Rhabdotops Krikken, 1981
- Rhyxiphloea Burmeister, 1842
- Simorrhina Kraatz, 1886
- Somalibia Lansberge, 1882
- Stalagmosoma Burmeister, 1842
- Sternoplus Wallace, 1868
- Systellorhina Kraatz, 1895
- Tephraea Burmeister, 1842
- Thyreogonia Reitter, 1898
- Trichocelis Moser, 1908
- Trichocephala Moser, 1916
- Trichostetha Burmeister, 1842
- Tropinota Mulsant, 1842
- Urbania Mikšič, 1963
- Xeloma Kraatz, 1881
- Xiphosceloides Holm, 1992

Subtribu Euphoriina
- Euphoria Burmeister, 1842
- Chlorixanthe Bates, 1889

Subtribu Leucocelina
- Acrothyrea Kraatz, 1882
- Alleucosma Schenkling, 1921
- Analleucosma Antoine, 1989
- Cyclophorellus Krikken, 1982
- Cyrtothyrea Kolbe, 1895
- Discopeltis Burmeister, 1842
- Grammopyga Kraatz, 1895
- Homothyrea Kolbe, 1895
- Leucocelis Burmeister, 1842
- Leucochilus Kraatz, 1896
- Lonchothyrea Kolbe, 1895
- Mausoleopsis Lansberge, 1882
- Mecaspidiellus Antoine, 1997
- Mecaspidius Bourgoin, 1921
- Megalleucosma Antoine, 1989
- Molynoptera Kraatz, 1897
- Molynopteroides Antoine, 1989
- Oxythyrea Mulsant, 1842
- Paleira Reiche, 1871
- Phoxomela Schaum, 1844
- Pseudalleucosma Antoine, 1989
- Pseudooxythyrea Baraud, 1985
- Trichothyrea Kolbe, 1895

Incertae sedis
- Chewia Legrand, 2004
- Pachnodoides Alexis & Delpont, 2002

### TribuCremastocheilini
Subtribu Aspilina
- Aspilus Schaum, 1848
- Protochilus Krikken, 1976

Subtribu Coenochilina
- Arielina Rossi, 1958
- Astoxenus Péringuey, 1907
- Basilewskynia Schein, 1957
- Coenochilus Schaum, 1841
- Ruterielina Rojkoff, 2010

Subtribu Cremastocheilina
- Centrochilus Krikken, 1976
- Clinterocera Motschulsky, 1857
- Cremastocheilus Knoch, 1801
- Cyclidiellus Krikken, 1976
- Cyclidinus Westwood, 1874
- Cyclidius MacLeay, 1838
- Genuchinus Westwood, 1874
- Lissomelas Bates, 1889
- Paracyclidius Howden, 1971
- Platysodes Westwood, 1873
- Psilocnemis Burmeister, 1842

Subtribu Cymophorina
- Cymophorus Kirby, 1827
- Myrmecochilus Wasmann, 1900
- Rhagopteryx Burmeister, 1842

Subtribu Genuchina
- Genuchus Kirby, 1825
- Meurguesia Ruter, 1969
- Problerhinus Deyrolle, 1864

Subtribu Goliathopsidina
- Goliathopsis Janson, 1881

Subtribu Heterogeniina
- Heterogenius Moser, 1911

Subtribu Lissogeniina
- Chtonobius Burmeister, 1847
- Lissogenius Schaum, 1844

Subtribu Macromina
- Brachymacroma Kraatz, 1896
- Campsiura Hope, 1831
- Macromina Westwood, 1874
- Pseudopilinurgus Moser, 1918

Subtribu Nyassinina
- Nyassinus Westwood, 1879

Subtribu Oplostomatina
- Anatonochilus Péringuey, 1907
- Laurentiana Ruter, 1952
- Oplostomus W.S. MacLeay, 1838
- Placodidus Péringuey, 1900
- Scaptobius Schaum, 1841

Subtribu Pilinurgina
- Callynomes Mohnike, 1873
- Centrognathus Guérin-Méneville, 1840
- Parapilinurgus Arrow, 1910
- Pilinurgus Burmeister, 1842

Subtribu Spilophorina
- Spilophorus Schaum, 1848

Subtribu Telochilina
- Telochilus Krikken, 1975

Subtribu Trichoplina
- Lecanoderus Kolbe, 1908
- Trichoplus Burmeister, 1842

Subtribu Trogodina
- Pseudoscaptobius Krikken, 1976
- Trogodes Westwood, 1873

### TribuDiplognathini
- Anthracophora Burmeister, 1842
- Anthracophorides Moser, 1918
- Apocnosis J. Thomson, 1878
- Apocnosoides Antoine, 2001
- Charadronota Burmeister, 1842
- Conradtia Kolbe, 1892
- Diphrontis Gerstäcker, 1882
- Diplognatha Gory & Percheron, 1833
- Eriulis Burmeister, 1842
- Hadrodiplognatha Kraatz, 1898
- Heteropseudinca Valck Lucassen, 1933
- Metallopseudinca Valck Lucassen, 1933
- Niphetophora Kraatz, 1883
- Parapoecilophila Hauser, 1904
- Pilinopyga Kraatz, 1880
- Poecilophila Kraatz, 1893
- Poecilophilides Kraatz, 1898
- Porphyronota Burmeister, 1842
- Pseudinca Kraatz, 1880
- Ruteroides Alves, 1973
- Stethopseudinca Valck Lucassen, 1933
- Uloptera Burmeister, 1842

### TribuGoliathini
Subtribu Coryphocerina
- Aphelorrhina Westwood, 1841

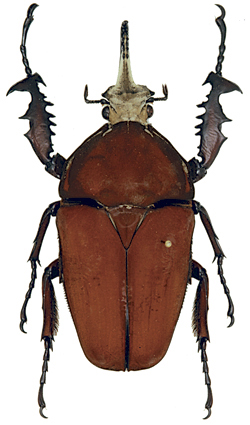
Mecynorhina ugandensis

- Asthenorhella Westwood, 1874 (= "Asthenorrhella" Bergé, = "Asthenorrhinella" Schoch)
- Asthenorrhina Westwood, 1843 (= "Asthenorrhina" Gemminger & Harold)
- Bothrorrhina Burmeister, 1842
- Caelorrhina Hope, 1841 (= "Coelorrhina" Burmeister)
- Cheirolasia Westwood, 1843
- Chlorocala Kirby & Spence, 1828
- Cyphonocephalus Westwood, 1842
- Cyprolais Burmeister, 1842
- Dicheros Gory & Percheron, 1833
- Dicronorrhina Hope, 1837
- Eudicella White, 1839
- Genyodonta Burmeister, 1842
- Gnathocera Kirby, 1825
- Heterorrhina Westwood, 1842
- Ischnoscelis Burmeister, 1842Ischnoscelis hoepfneri
- Mecynorhina Hope, 1837

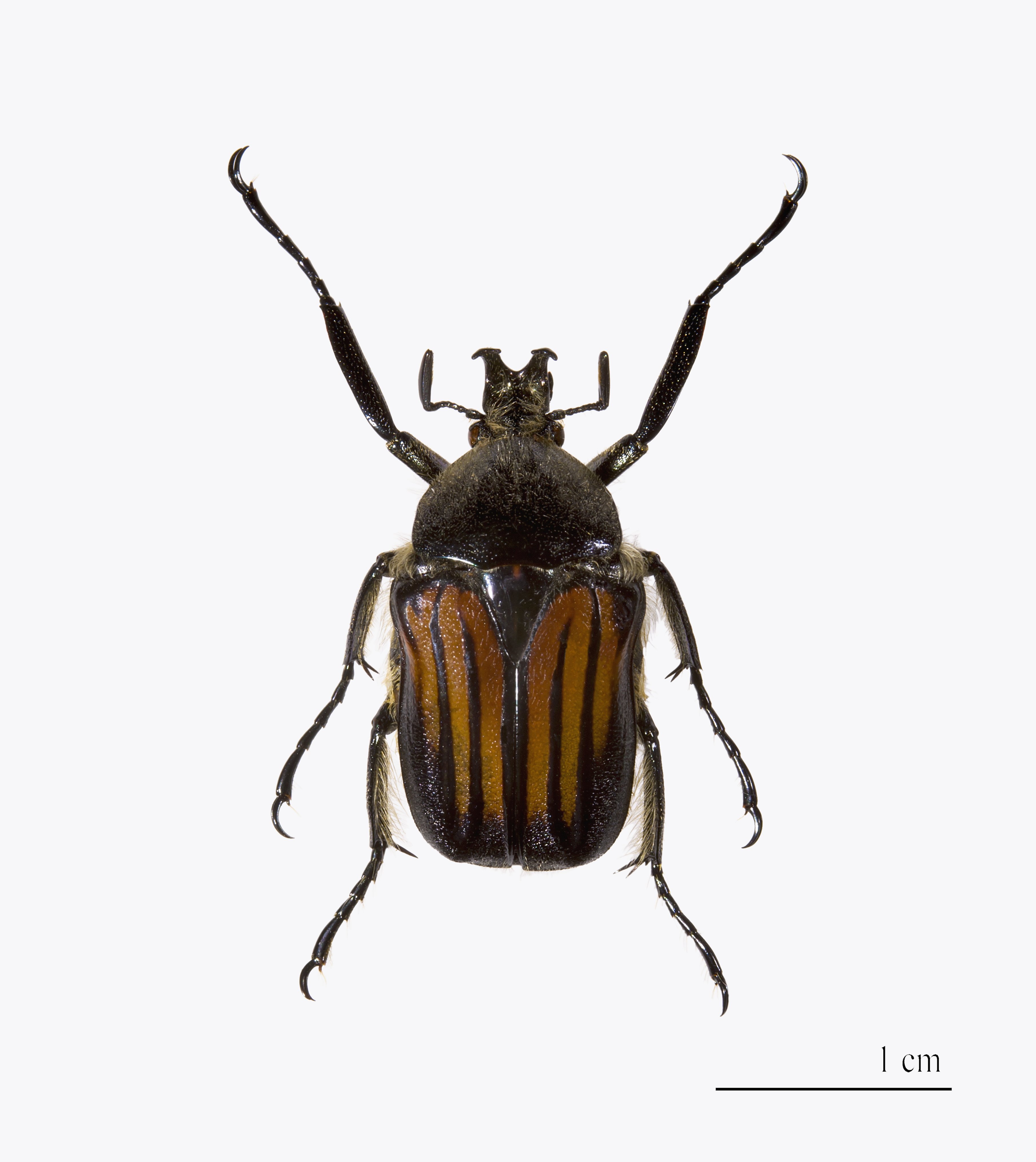
Ischnoscelis hoepfneri

  - Amaurodes Westwood, 1844 (= "Chelorrhina" Burmeister)
  - Megalorhina Westwood, 1847
- Mystroceros Burmeister, 1842
- Plaesiorrhina Burmeister, 1842
- Pseudotorynorrhina Mikšič, 1967
- Rhomborhina Hope 1837 (= "Rhomborrhina" Burmeister)
- Stephanorrhina Burmeister, 1842
- Smicorhina Westwood, 1847
- Taurhina Burmeister, 1842 (= "Taurrhina" Burmeister)
  - Neptunides J. Thomson, 1879
  - Rhamphorrhina Klug, 1855 (= "Ranzania" Bertoloni, = "Neoranzania" Distant)
- Tmesorrhina Westwood, 1842
- Torynorrhina Arrow, 1907

Subtribu Dicronocephalina
- Dicronocephalus Hope, 1837
- Platynocephalus Westwood, 1854

Subtribu Goliathina
- Argyrophegges Kraatz, 1895 (= "Argyropheges" Kraatz)
- Fornasinius Bertoloni, 1853
- Goliathus Lamarck, 1801
- Hegemus J. Thomson, 1881
- Hypselogenia Burmeister, 1840

Subtribu Ichnestomatina
- Ichnestoma Gory & Percheron

Sin colocación de subtribu
- Anisorrhina Westwood, 1842
- Aphanochroa Kolbe, 1893
- Bietia Fairmaire, 1898
- Brachymitra Kolbe, 1904
- Ceratorrhina Westwood, 1843
- Chondrorrhina Kraatz, 1880
- Chordodera Burmeister, 1842
- Compsocephalus White, 1845
- Cosmiomorpha Saunders, 1854
- Daedycorrhina Bates, 1888
- Dicellachilus Waterhouse, 1905
- Dyspilophora Kraatz, 1880
- Eutelesmus Waterhouse, 1880
- Gnorimimelus Kaatz, 1880
- Herculaisia Seilliere, 1910
- Inhambane Péringuey, 1907
- Jumnos Saunders, 1839
- Lophorrhina Westwood, 1842
- Melinesthes Kraatz, 1880
- Narycius Dupont, 1835
- Neophaedimus Schoch, 1894
- Neoscelis Schoch, 1897
- Pedinorrhina Kraatz, 1880
- Priscorrhina Krikken, 1984
- Ptychodesthes Kraatz, 1883
- Raceloma J. Thomson, 1877
- Scythropesthes Kraatz, 1880
- Smaragdesthes Kraatz, 1880
- Spelaiorrhina Lansberge, 1886
- Stephanocrates Kolbe, 1892
- Taeniesthes Kraatz, 1880
- Trigonophorus Hope, 1831

### TribuGymnetini
Subtribu Blaesiina
- Blaesia Burmeister, 1842
- Halffterinetis Morón y Nogueira, 2007

Subtribu Gymnetina
- Aemilius LeMoult, 1939
- Allorhina Burmeister, 1842
- Amazula Kraatz, 1882
- Amithao J. Thomson, 1878
- Argyripa J. Thomson, 1878
- Astrocara Schürhoff, 1937
- Badelina J. Thomson, 1880
- Balsameda J. Thomson, 1880
- Chiriquiba Bates, 1889
- Cineretis Schürhoff, 1937 (sinónimo = Hologymnetis Martínez, 1949)

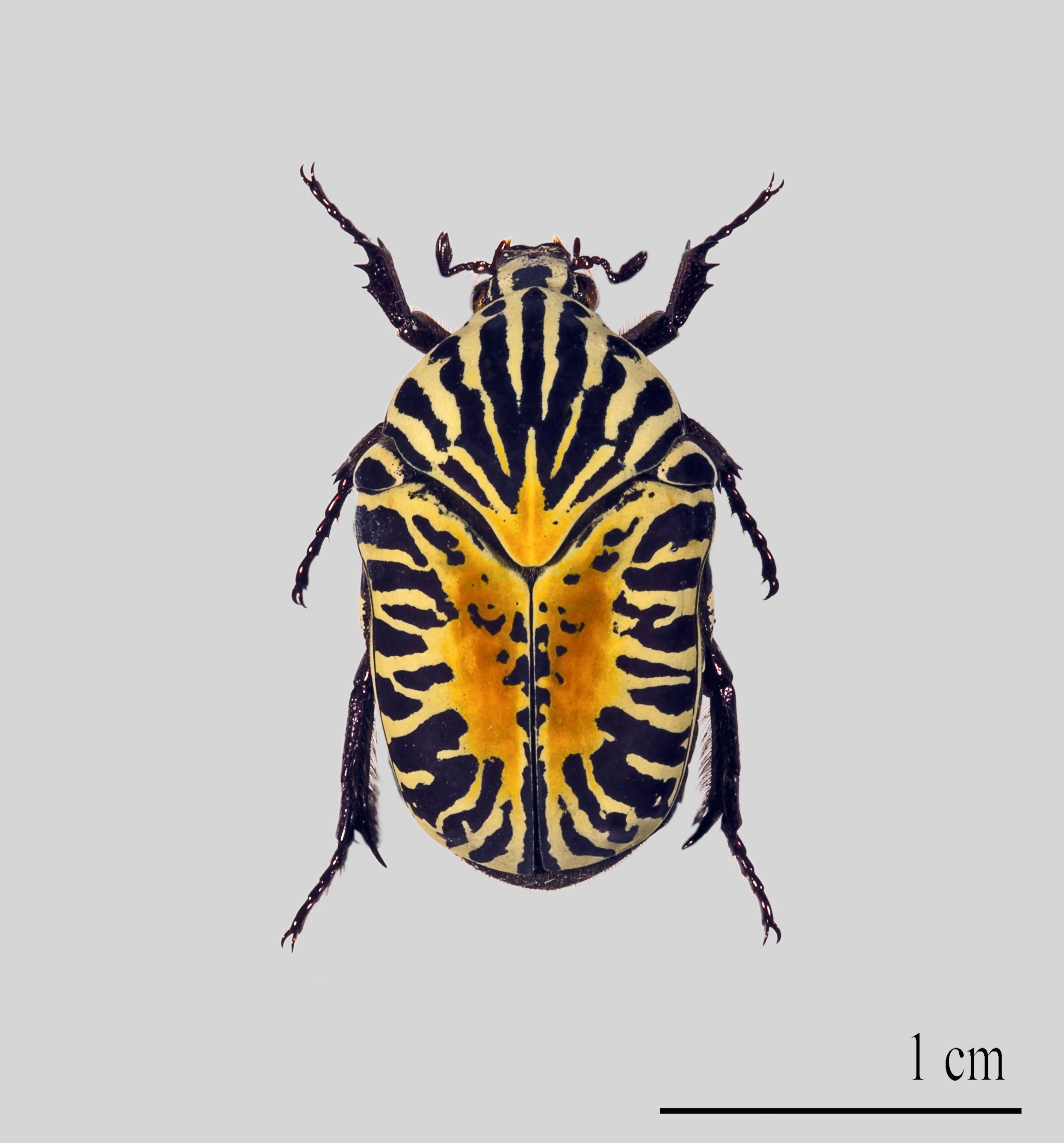
Gymnetis stellata

- Clinteria Burmeister, 1842
- Clinteroides Schoch, 1898
- Cotinis Burmeister, 1842
- Desicasta J. Thomson, 1878
- Guatemalica Poll, 1886
- Gymnetina Casey, 1915
- Gymnetis MacLeay, 1819 Gymnetis stellata
- Gymnetosoma Martínez, 1949
- Hadrosticta Kraatz, 1892
- Heterocotinis Martínez, 1949
- Hoplopyga J. Thomson, 1880
- Hoplopygothrix Schürhoff, 1933
- Jansonella Blackwelder, 1944
- Macrocranius Schürhoff, 1935
- Marmarina Kirby, 1827
- Neocorvicoana Ratcliffe & Micó, 2001
- Stethodesma Bainbridge, 1840
- Tiarocera Burmeister, 1842

### TribuPhaedimini
- Phaedimus Waterhouse, 1841
- Hemiphaedimus Mikšič, 1972
- Philistina W.S. MacLeay, 1838
- Theodosia J. Thomson, 1880

### TribuSchizorhinini
Subtribu Lomapterina
- Agestrata Eschscholtz, 1829
- Ischiopsopha Gestro, 1874
- Lomaptera Gory & Percheron, 1833
- Lomapteroides Schoch, 1898
- Megaphonia Schürhoff, 1933
- Morokia Janson, 1905
- Mycterophallus Van de Poll, 1886

Subtribu Schizorhinina
- Aphanesthes Kraatz, 1880
- Bislardiana Antoine, 2003
- Chalcopharis Heller, 1901
- Chlorobapta Kraatz, 1880
- Chondropyga Kraatz, 1880
- Clithria Burmeister, 1842
- Diaphonia Newman, 1840
- Dichrosoma Kraatz, 1885
- Dilochrosis Thomson, 1878
- Eupoecila Burmeister, 1842
- Grandaustralis Hutchinson & Moeseneder, 2013
- Hemichnoodes Kraatz, 1880
- Hemipharis Burmeister, 1842
- Lenosoma Kraatz, 1880
- Lyraphora Kraatz, 1880
- Macrotina Strand, 1934
- Metallesthes Kraatz, 1880
- Micropoecila Kraatz, 1880
- Neoclithria Van de Poll, 1886
- Neorrhina J. Thomson, 1878
- Octocollis Moeseneder & Hutchinson, 2012
- Phyllopodium Schoch, 1895
- Poecilopharis Kraatz, 1880
- Pseudoclithria Van de Poll, 1886
- Schizorhina Kirby, 1825
- Schochidia Berg, 1898
- Stenopisthes Moser, 1913
- Tapinoschema Thomson, 1880
- Trichaulax Kraatz, 1880

### TribuStenotarsiini
Subtribu Anochiliina
- Anochilia Burmeister, 1842
- Epistalagma Fairmaire, 1880

Subtribu Chromoptiliina
- Chromoptilia Westwood, 1842
- Descarpentriesia Ruter, 1964

Subtribu Coptomiina
- Bricoptis Burmeister, 1842
- Coptomia Burmeister, 1842
- Coptomiopsis Pouillaude, 1919
- Euchilia Burmeister, 1842
- Euryomia Burmeister, 1842
- Heterocranus Bourgoin, 1919
- Hiberasta Fairmaire, 1901
- Hyphelithia Kraatz, 1880
- Liostraca Burmeister, 1842
- Micreuchilia Pouillaude, 1917
- Micropeltus Blanchard, 1842
- Pareuchilia Kraatz, 1880
- Pseudeuryomia Kraatz, 1894
- Pygora Burmeister, 1842
- Pyrrhopoda Kraatz, 1880
- Vieuella Ruter, 1964

Subtribu Doryscelina
- Doryscelis Burmeister, 1842
- Epixanthis Burmeister, 1842
- Hemiaspidius Krikken, 1982
- Parepixanthis Kraatz, 1893
- Pseudepixanthis Kraatz, 1880
- Rhynchocephala Fairmaire, 1883

Subtribu Euchroeina
- Euchroea Burmeister, 1842

Subtribu Heterophanina
- Heterophana Burmeister, 1842
- Oxypelta Pouillaude, 1920
- Pogonotarsus Burmeister, 1842
- Zebinus Fairmaire, 1894

Subtribu Heterosomatina
- Heterosoma Schaum, 1845
- Plochilia Fairmaire, 1896

Subtribu Pantoliina
- Bonoraella Ruter, 1978
- Celidota Burmeister, 1842
- Cyriodera Burmeister, 1842
- Dirrhina Burmeister, 1842
- Hemilia Kraatz, 1880
- Lucassenia Olsoufieff, 1940
- Moriaphila Kraatz, 1880
- Pantolia Burmeister, 1842
- Tetraodorhina Blanchard, 1842

Subtribu Parachilina
- Parachilia Burmeister, 1842

Subtribu Stenotarsiina
- Callipechis Burmeister, 1842
- Ischnotarsia Kraatz, 1880
- Rhadinotaenia Kraatz, 1900
- Stenotarsia Burmeister, 1842
- Vadonidella Ruter, 1973

### TribuTaenioderini
- Anocoela Moser, 1914
- Bacchusia Mikšic, 1976
- Bombodes Westwood, 1848
- Carneluttia Mikšic, 1976
- Chalcothea Burmeister, 1842
- Chalcotheomima Mikšic, 1970
- Clerota Burmeister, 1842
- Coilodera Hope, 1831
- Costinota Schürhoff, 1933
- Eumacronota Mikšic, 1976
- Euremina Wallace, 1867
- Euselates Thomson, 1880
- Glyptothea Bates, 1889
- Glyptotheomima Mikšic, 1976
- Gnorimidia van Lansberge, 1887
- Hemichalcothea Mikšic, 1970
- Ixorida Thomson, 1880 
  - Mecinonota Kraatz, 1892
  - Oncosterna Thomson, 1880
  - Pseudomecinonota Miksic, 1972
- Macronotops Krikken, 1977
- Meroloba Thomson, 1880
- Microchalcothea Moser, 1910
- Penthima Kraatz, 1892
- Plectrone Wallace, 1867
- Pleuronota Kraatz, 1892
- Pseudochalcothea Ritsema, 1882
- Taeniodera Burmeister, 1842
- Xenoloba Bates, 1889

### TribuTrichiini

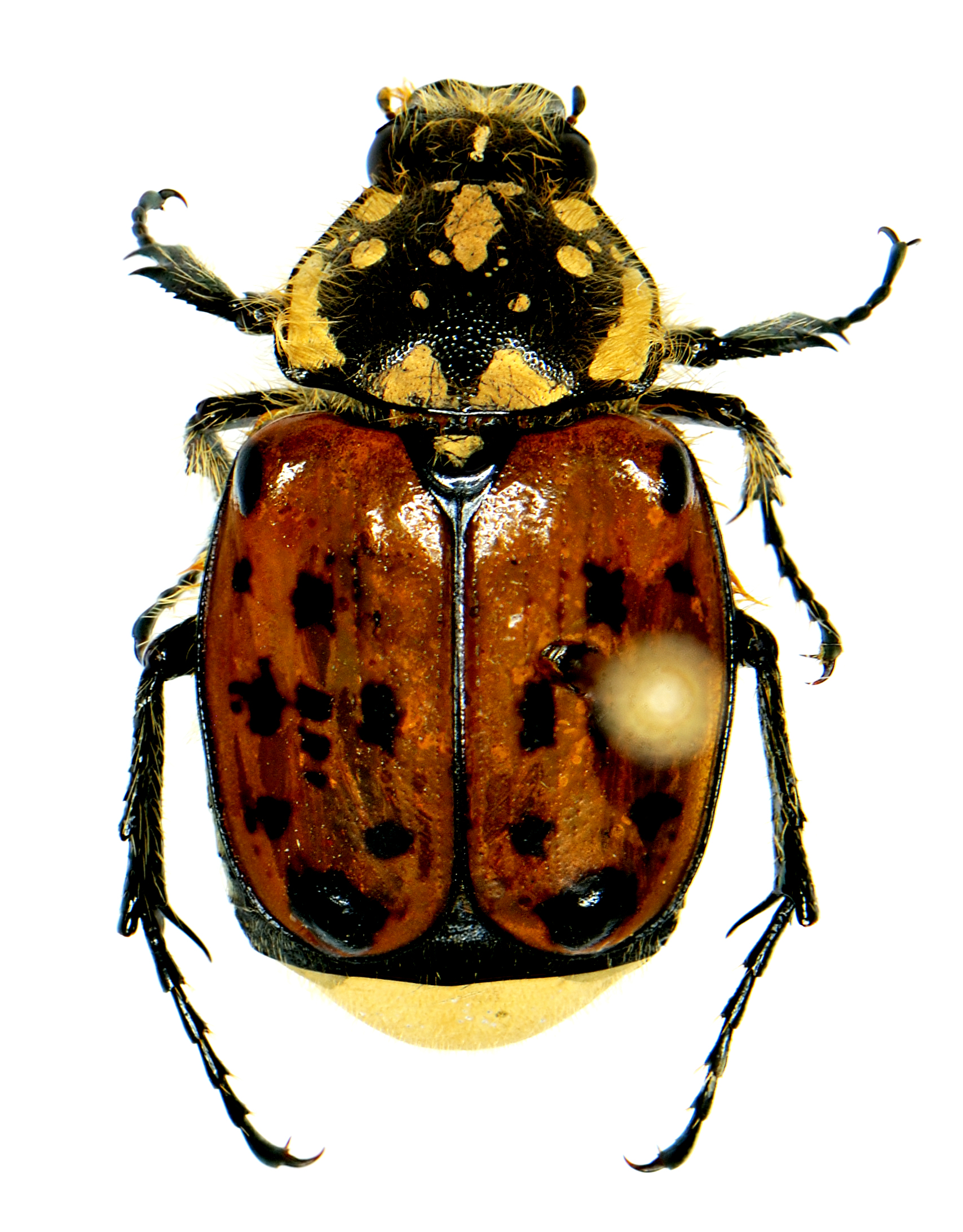
Gnorimella maculosa

Subtribu Cryptodontina
- Coelocorynus Kolbe, 1895
- Cryptodontes Burmeister, 1847

Subtribu Incaina
- Golinca Thomson, 1878
- Inca Lepeletier & Serville, 1828
- Pantodinus Burmeister, 1847

Subtribu Osmodermatina
- Osmoderma Lepeletier & Serville, 1825
- Platygeniops Krikken, 1978

Subtribu Platygeniina
- Platygenia MacLeay, 1819

Subtribu Trichiina
- Agnorimus Miyake et al., 1991
- Apeltastes Howden, 1968
- Brachagenius Kraatz, 1890
- Calometopidius Bourgoin, 1917
- Calometopus Blanchard, 1850
- Campulipus Kirby, 1827
- Chaetodermina Heller, 1921
- Clastocnemis Burmeister, 1840
- Coelocratus Burmeister, 1841
- Corynotrichius Kolbe, 1891
- Dialithus Parry, 1849
- Diploa Kolbe, 1892
- Diploeida Péringuey, 1907
- Elpidus Péringuey, 1907
- Endoxazus Kolbe, 1892
- Epitrichius Tagawa, 1941
- Eriopeltastes Burmeister, 1840
- Giesbertiolus Howden, 1988
- Glaphyronyx Moser, 1924
- Gnorimella Casey, 1915
- Gnorimus Lepeletier & Serville, 1825
- Incala J. Thomson, 1858
- Incalidia Janson, 1907
- Liotrichius Kolbe, 1892
- Myodermides Ruter, 1964
- Myodermum Burmeister, 1840
- Paragnorimus Becker, 1910
- Paratrichius Janson, 1881
- Peltotrichius Howden, 1968
- Pileotrichius Bourgoin, 1921
- Polyplastus Janson, 1880
- Stegopterus Burmeister, 1840
- Stripsipher Gory & Percheron, 1833
- Trichiomorphus Bourgoin, 1919
- Trichiotinus Casey, 1915
- Trichius Fabricius, 1787
- Trigonopeltastes Burmeister, 1840
- Xiphoscelidus Péringuey, 1907

### TribuValgini
Subtribu Microvalgina
- Ischnovalgus Kolbe, 1897
- Microvalgus Kraatz, 1883
- Stenovalgus Kolbe, 1892

Subtribu Valgina
- Acanthovalgus Kraatz, 1895
- Bivalgus Paulian, 1961
- Chaetovalgus Moser, 1914
- Charitovalgus Kolbe, 1904
- Chromovalgus Kolbe, 1897
- Comythovalgus Kolbe, 1897
- Cosmovalgus Kolbe, 1897
- Dasyvalgoides Endrödi, 1952
- Dasyvalgus Kolbe, 1904
- Euryvalgus Moser, 1908
- Excisivalgus Endrödi, 1952
- Heterovalgus Krikken, 1978
- Homovalgus Kolbe, 1897
- Hoplitovalgus Kolbe, 1904
- Hybovalgus Kolbe, 1904
- Idiovalgus Arrow, 1910
- Lepivalgus Moser, 1914
- Lobovalgus Kolbe, 1897
- Mimovalgus Arrow, 1944
- Oedipovalgus Kolbe, 1897
- Oreoderus Burmeister, 1842
- Oreovalgus Kolbe, 1904
- Podovalgus Arrow, 1910
- Pygovalgus Kolbe, 1884
- Sphinctovalgus Kolbe, 1904
- Tibiovalgus Kolbe, 1904
- Valgoides Fairmaire, 1899
- Valgus Scriba, 1790
- Xenoreoderus Arrow, 1910
- Yanovalgus Nomura, 1952

### TribuXiphoscelidini
- Aporecolpa van Lansberge, 1886
- Callophylla Moser, 1916
- Heteroclita Burmeister, 1842
- Ischnostomiella Krikken, 1978
- Lansbergia Ritsema, 1888
- Meridioclita Krikken, 1982
- Myodermidius Bourgoin, 1920
- Oroclita Krikken, 1982
- Phonopleurus Moser, 1919
- Plochiliana Ruter, 1978
- Protoclita Krikken, 1978
- Rhinocoeta Burmeister, 1842
  - Haematonotus Kraatz, 1880
- Scheinia Ruter, 1958
- Xiphoscelis Burmeister, 1842